# Valerio Jalongo
Valerio Sebastiano Jalongo (* 11. Mai 1960 in Rom) ist ein italienischer Filmregisseur und Drehbuchautor.

## Leben
Jalongo erlangte einen Abschluss in Philosophie und inszenierte seine ersten Kurzfilme als Student der Schule des „Cinema Gaumont“, das von Renzo Rossellini gegründet worden war. 1983 feierte er sein Kinodebüt, als sein kurzer La ricerca Teil des Episodenfilmes Juke box wurde. Unter seinen dann folgenden Arbeiten ist der 1997 entstandene einzige Fernsehfilm Torniamo a casa der wohl bekannteste. In ihm adoptiert ein kinderloses Ehepaar ein rumänisches Kind. 2010 inszenierte er das Drama La scuola è finita mit Valeria Golino. Jalongos Stil wird als „unaufdringlich, aber strahlkräftig“ bezeichnet. Besondere Beachtung fand auch sein Dokumentarfilm Di me cosa non sai, in dem er die italienische Filmlandschaft beleuchtet.

## Filmografie (Auswahl)
- 1983: Juke box (eine Episode)
- 1997: Adoptiert (Torniamo a casa) (Fernsehfilm)
- 2010: La scuola è finita